# Wilson Oruma
Wilson Oruma (Warri, 30 december 1976) is een voormalig voetballer uit Nigeria die speelde als middenvelder. Hij beëindigde zijn loopbaan in 2010 bij de Griekse eersteklasser AO Kavala.
Oruma speelde sinds 1995 in totaal negentien interlands (drie goals) voor de nationale ploeg van Nigeria. Hij won met zijn vaderland de gouden medaille op de Olympische Spelen van Atlanta in 1996.

## Carrière
- 1993-1994: Bendel Insurance FC
- 1994-1998: RC Lens
- 1996-1997: AS Nancy (op huurbasis)
- 1998-1999: Samsunspor
- 1999-2000: Nîmes Olympique
- 2000-2002: Servette FC
- 2002-2005: FC Sochaux
- 2005-2008: Olympique Marseille
- 2008-2009: EA Guingamp
- 2009-2010: AO Kavala